# Ardisia maxonii
Ardisia maxonii é uma espécie de planta da família Myrsinaceae. É encontrada na Costa Rica e no Panamá.